# ドネーツィク (小型揚陸艦)
U420 ドネーツィク(ウクライナ語:U420 Донецькドネーツィク)は、ウクライナのエアクッション小型揚陸艦(Малий десантний корабель на повітряній подушці)である。艦名は、ウクライナ東部の同名の都市に因む。ロシア語名はドネーツク(Донецкダニェーツク)である。

## 概要

### 建造
ドネーツィクは、12322号計画「ズーブル」型エアクッション小型揚陸艦の1艦として建造された。開発はソ連時代に開始され、ウクライナ・ソヴィエト社会主義共和国・クリミア自治共和国の都市フェオドーシヤにあったモーレ・フェオドーシヤ造船所の第304工場で建造された。
フェオドーシヤでは12322型6 隻の建造が計画されており、その内MDK-57、MDK-123、MDK-93の3 隻は竣工、のちにドネーツィクと命名される艦は4 隻目であった。
1991年8月24日にウクライナが独立すると、建造中であった3 隻の揚陸艦はウクライナに接収された。第304工場で建造中であった艦は、ウクライナの地方名に因んでドネーツィ(Донецьドネーツィ)と命名された。1993年6月26日に竣工、ウクライナ海軍に編入されると、正式にU420 ドネーツィクと命名された。艦長には、ユーリイ・ステパネーンコ大尉が任官した。

### 性能
動力機関は10000 馬力級のガスタービンエンジンMT-70が5 基搭載され、水上最大63 knの高速力を獲得していた。その内2 基は浮揚用で、3 機が機動に用いられた。
艦は小型ながらも、ウクライナ陸軍の主となっているT-80UDクラスの戦車を3 輌輸送できた。この他、PT-76水陸両用軽戦車ならば6 輌、BTR-70/80水陸両用装甲兵員輸送車ならば8 輌輸送できた。
ドネーツィクは小型艦であったが、最低限の電子装備は搭載されていた。レーダーは「ポズィトィーヴ」と「ブラクィーチ」が搭載された。通信装置は「ブラーン」が搭載された。
また、ドネーツィクには、揚陸作戦時における敵の干渉を排除するため、攻撃的な自衛システムが装備されていた。まず、個艦防空用の艦対空ミサイルシステムとしては、携行式防空ミサイル9K310-1「ホールカ1M」が搭載された。これは、4 基の発射装置に対し、赤外線誘導式ミサイル弾体32 発が用意されていた。これに加え、艦には30 mm多砲身機関砲2 基が搭載された。これは、MR-123-02「ヴィーンペル」管制レーダーによって統御される近接防禦火器システムであった。一方、陸上・海上への火力制圧のためには、強力なロケット弾斉射システムRS-30「ヴォゴーニ」が搭載された。これは140 mm無誘導式ロケット弾の発射システムで、艦には22管からなる発射装置(ロケットランチャー)MS-227を2 基備えていた。弾体は、OF-45またはZZh-45の132 発とされる。このシステムは、射撃管制装置DVU-3によって統御された。

### 運用
ドネーツィクは、ウクライナ海軍の新鋭艦として1990年代を通じて比較的活発に活動した。1997年8月1日に正式にウクライナ海軍が成立した際には、ドネーツィクでは2基の搭載機関砲を使って祝砲があげられた。しかし、ドネーツィクは2001年にはフェオドーシヤで繋留された。これは、ウクライナにおける海軍計画の修正によるもので、小型・中型の哨戒艦艇が整備される一方、今後ドネーツィクのような高速揚陸艦は不要になるということであった。ドネーツィクは数年間保管状態に保たれたのち、2005年末には現役を退いて保管状態に入れられた。2008年には、ドネーツィクの退役がユーリヤ・ティモシェンコ首相とユーリー・エハヌロフ国防相によって調印された。これを以って、黒海からはすべてのエア・クッション型揚陸艇が姿を消した。